# Michel Belli
Michel Belli (født 20. maj 1974) er en dansk sanger.

## Baggrund
Belli er student fra Skt. Annæ Gymnasium og senere uddannet pædagog.

## Karriere
Siden starten af 1990'erne har han været musiker, fra 1996 med egne bands. Han gik solo med albummet The Reason I'm Not Evil i 2007 og har desuden skrevet et par sange til sin far, Peter Belli.
I 1987 medvirkede han i tv-serien Da Lotte blev usynlig og i 1988 var han med i filmen Rødtotterne og Tyrannos.
Michel Belli udgav i oktober 2010 album nummer to med titlen Tælle til ti.
I modsætning til Michel Bellis engelsksprogede debutalbum er alle sangene på dette album på dansk.
Michel Belli indspillet sangen "Tivolivogn" som en del af Amnestys kampagne for en international våbenhandelstraktat.
Siden 2013 har han udgivet tre album og optrådt med bandet Den Syvende Søn.